# Sonja Beißwenger
Sonja Beißwenger (* 6. Oktober 1980 in Heilbronn) ist eine deutsche Schauspielerin und Hörfunksprecherin.

## Leben
Bereits während ihrer Schulzeit sammelte sie im Theater Heilbronn erste Bühnenerfahrungen. Außerdem spielte sie in verschiedenen Off-Theater-Produktionen. Nachdem sie zunächst ein Ethnologie-, Journalistik- und Philosophiestudium in Leipzig aufnahm, absolvierte sie von 2001 bis 2004 eine Schauspielausbildung an der Hochschule für Musik und Theater Hannover. Ab der Spielzeit 2004/05 war sie bis 2008 festes Ensemblemitglied am Schauspielhaus Hannover, wo sie in der Spielzeit 2015/2016 wieder als Gast in Erscheinung trat. Nach der Geburt von Zwillingstöchtern war sie bis Sommer 2009 in Elternzeit. Seit der Spielzeit 2009/2010 bis 2015 gehörte sie zum Ensemble des Staatsschauspiels Dresden. Seit 2015 arbeitet sie freischaffend mit Engagements bei den Salzburger Festspielen, am Düsseldorfer Schauspielhaus, am Schauspiel Frankfurt, bei den Nibelungenfestspielen Worms und am Berliner Ensemble. Daneben unterrichtet sie als Lehrbeauftragte an der Hochschule für Musik, Theater und Medien Hannover im Fachbereich Schauspiel und ist in vielfältiger Weise als Hörfunk-Sprecherin unterwegs.
2013 wurde sie mit dem Erich-Ponto-Preis ausgezeichnet.
Ihr Bruder ist der Germanist Michael Beißwenger.

## Rollen bei den Salzburger Festspielen
- 2015: Polly Peachum in der Experimentalfassung Eine Salzburger Dreigroschenoper; Regie: Julian Crouch und Sven-Eric Bechtolf
- 2014: verschiedene Rollen in Horvaths Don Juan kommt aus dem Krieg; Regie: Andreas Kriegenburg

## Rollen am Schauspielhaus Düsseldorf
- 2023: Stauffacher in Schillers Wilhelm Tell; Regie: Roger Vontobel
- 2022: Franziska in Wedekinds Franziska – ein modernes Mysterium in 5 Akten; Regie: Sebastian Baumgarten
- 2021: Lady Torrance in Orpheus steigt herab von Tennessee Williams; Regie: David Bösch
- 2021: Petra von Kant in Die bitteren Tränen der Petra von Kant von Rainer Werner Fassbinder, Regie: David Bösch
- 2019: Marla Singer in Fightclub nach dem Roman von Chuck Palhaniuk; Regie: Roger Vontobel
- 2019: Margaretha in Shakespeares Heinrich VI. und Margaretha di Napoli in einer Neubearbeitung von Tom Lanoye; Regie: David Bösch
- 2018: Kitty in Konsens von Nina Raine; Regie: Lore Stefanek
- 2017: Jenny in Brechts Die Dreigroschenoper; Regie: Andreas Kriegenburg
- 2016: Sophie in Willkommen von Lutz Hübner; Regie: Sönke Wortmann

## Rollen am Schauspielhaus Hannover
- 2015: Fräulein Doktor Mathilde von Zahnd (Produktion: Die Physiker; Regie: Florian Fiedler)
- 2007: Mephisto (Produktion: Faust; Regie: Sebastian Baumgarten)
- 2007: Jason (Produktion: Pornographie; Regie: Sebastian Nübling)
- 2007: Wendla (Produktion: Frühlings Erwachen!; Regie: Nuran David Calis)
- 2006: Gräfin Orsina (Produktion: Emilia Galotti; Regie: Wilfried Minks)
- 2006: Desdemona (Produktion: Othello; Regie: Lars-Ole Walburg)
- 2006: Leyla (Produktion: Nachtblind; Regie: Caroline Farke)
- 2006: Johanna Dark (Produktion: Die heilige Johanna der Schlachthöfe; Regie: Meret Matter)
- 2005: Hedwig (Produktion: Die Wildente; Regie: Barbara Bürk)
- 2005: Recha (Produktion: Nathan der Weise; Regie: Christoph Frick)
- 2005: Erzählerin / Barbara Pilgrim u. a. (Produktion: Schlachthof 5; Regie: Nicolas Stemann)
- 2005: Christine (Produktion: Zur schönen Aussicht; Regie: Peter Kastenmüller)
- 2004: Mieze (Produktion: Berlin Alexanderplatz; Regie: Jarg Pataki)
- 2004: Katharina Neuwirth (Produktion: Hotel Paraiso; Regie: Barbara Bürk, Uraufführung)
- 2004: Fina / Kuhmagd Lidu (Produktion: Herr Puntila und sein Knecht Matti; Regie: Christoph Frick)
- 2004: Margot / Raoul / Engel (Produktion: Die Jungfrau von Orléans; Regie: Peter Kastenmüller)
- 2003: Nellie Brunkhorst (Produktion: Nellie Goodbye; Regie: Henner Kallmeyer)

## Rollen am Staatsschauspiel Dresden
- Elektra (Die Fliegen)
- Die Verfolgung und Ermordung Jean Paul Marats dargestellt durch die Schauspielgruppe des Hospizes zu Charenton unter Anleitung des Herrn de Sade
- Margaret (Die Katze auf dem heißen Blechdach)
- Wendla (Frühlings Erwachen!)
- Elisabeth von Valois, Gemahlin von Philipp dem Zweiten (Don Carlos)
- Evelyn (Adam und Evelyn)
- Polly (Die Dreigroschenoper)
- Rahel, Tochter Isaaks (Die Jüdin von Toledo)
- Philidel, ein Luftgeist (King Arthur)
- Lenina Crowne (Schöne neue Welt)
- Olivia, eine Gräfin (Was ihr wollt)
- Karl, ein Idiot (Woyzeck)

## TV/Kino
- 2022 Europas erste Filmikone. Asta Nielsen (HR), Dokumentarfilm (ARTE/NDR), Regie: Sabine Jainski
- 2020 Mit Gott gegen Hitler – Bonhoeffer und der christliche Widerstand, TV-Film (ARD/NDR), Regie: Ingo Helm
- 2019 Auerhaus, Kino, Regie: Neele Leana Vollmar
- 2014 Blindgänger, TV-Film (ZDF), Regie: Peter Kahane
- 2014 SOKO Leipzig, TV-Serie (ZDF), Regie: Herwig Fischer[9]

## Auszeichnungen / Nominierungen
- 2007: Preis der Gesellschaft der Freunde des hannoverschen Schauspielhauses für die beste Nachwuchsschauspielerin 2007
- 2013: Erich-Ponto-Preis